# Pellston
Pellston es una villa ubicada en el condado de Emmet en el estado estadounidense de Míchigan. En el Censo de 2010 tenía una población de 822 habitantes y una densidad poblacional de 166,08 personas por km².

## Geografía
Pellston se encuentra ubicada en las coordenadas 45°33′6″N 84°47′0″O / 45.55167, -84.78333. Según la Oficina del Censo de los Estados Unidos, Pellston tiene una superficie total de 4.95 km², de la cual 4.95 km² corresponden a tierra firme y (0%) 0 km² es agua.

## Demografía
Según el censo de 2010, había 822 personas residiendo en Pellston. La densidad de población era de 166,08 hab./km². De los 822 habitantes, Pellston estaba compuesto por el 86.5% blancos, el 0.24% eran afroamericanos, el 8.03% eran amerindios, el 0.12% eran asiáticos, el 0% eran isleños del Pacífico, el 0.24% eran de otras razas y el 4.87% pertenecían a dos o más razas. Del total de la población el 1.95% eran hispanos o latinos de cualquier raza.